# Prionostemma peruvianum
Prionostemma peruvianum is een hooiwagen uit de familie Sclerosomatidae.